# Soendadwergooruil
De soendadwergooruil (Otus lempiji) is een uil uit de familie Strigidae (Echte uilen).

## Kenmerken
De lichaamslengte bedraagt 20 cm en het gewicht 100-125 gram. De geslachten hebben hetzelfde, bruine verenkleed. 
De donkere ogen en oorpluimen springen direct in het oog. Er zijn 2 vormen: een bruingrijze en een roodbruine vorm. 

## Leefwijze
Overdag verbergt hij zich tussen de begroeiing maar komt in de schemering tevoorschijn om insecten te verorberen. Heel eigenaardig is dat mannetjes en vrouwtjes hun roep om de beurt laten horen. De roep is kort en bestaat uit een zachte 'oe'-klank.

## Verspreiding en leefgebied
Deze vogel is een algemene standvogel in Zuidoost-Azië waar hij in tropische bossen, naaldbossen en bij huizen leeft. Men treft dit uiltje ook aan bosranden op plantages en andere plaatsen met veel bomen zoals parken en dorpen. 
De soort telt vijf ondersoorten:
- O. l. condorensis: Côn Lôn (Vietnam).
- O. l. hypnodes: noordelijk Sumatra.
- O. l. lempiji: zuidelijk Sumatra, Banka en Billiton, Java, Bali en zuidelijk Borneo.
- O. l. kangeanus: Kangean in de Javazee.
- O. l. lemurum: noordelijk Borneo.

## Status
De grootte van de populatie is niet gekwantificeerd maar de soort wordt omschreven als wijdverspreid en algemeen voorkomend. Op de Rode lijst van de IUCN heeft deze soort de status niet bedreigd.